# Rym Draoui
Rym Draoui (en arabe : ريم دراوي), née vers 1980, est une karatéka algérienne.

## Carrière
Rym Draoui est médaillée de bronze en kumite individuel féminin open aux Jeux africains de 2003 à Abuja.
Aux Jeux panarabes de 2004, elle conteste sa finale perdue dans la catégorie des plus de 65 kg contre une princesse émiratie, Maïssa Bent El Maktoum, dénonçant un « complot ourdi », et décline la médaille d'argent en la donnant à son adversaire et quitte le podium. Cette affaire la voit menacer d'une radiation par la Fédération algérienne de karaté et sera même débattue sur les bancs de l'Assemblée populaire nationale,.